# Marie Le Net
Marie Le Net (Pontivy, 25 de enero de 2000) es una deportista francesa que compite en ciclismo en las modalidades de pista y ruta.
Ganó tres medallas de plata en el Campeonato Mundial de Ciclismo en Pista entre los años 2020 y 2022, y una medalla de bronce en el Campeonato Europeo de Ciclismo en Pista de 2023.
En carretera obtuvo una medalla de bronce en el Campeonato Europeo de Ciclismo en Ruta de 2022, en la contrarreloj sub-23.
Participó en los Juegos Olímpicos de Tokio 2020, ocupando el quinto lugar en la prueba de madison y el séptimo en persecución por equipos.

## Medallero internacional
| Campeonato Mundial | Campeonato Mundial    | Campeonato Mundial | Campeonato Mundial      |
| Año                | Lugar                 | Medalla            | Competición             |
| ------------------ | --------------------- | ------------------ | ----------------------- |
| 2020               | Berlín (Alemania)     | Medalla de plata   | Madison                 |
| 2021               | Roubaix (Francia)     | Medalla de plata   | Madison                 |
| 2023               | Glasgow (Reino Unido) | Medalla de bronce  | Persecución por equipos |
| Campeonato Europeo |                       |                    |                         |
| Año                | Lugar                 | Medalla            | Competición             |
| 2023               | Grenchen (Suiza)      | Medalla de bronce  | Puntuación              |

| Campeonato Europeo | Campeonato Europeo | Campeonato Europeo | Campeonato Europeo  |
| Año                | Lugar              | Medalla            | Competición         |
| ------------------ | ------------------ | ------------------ | ------------------- |
| 2022               | Anadia (Portugal)  | Medalla de bronce  | Contrarreloj sub-23 |

## Palmarés
2022
- 3.ª en el Campeonato Europeo Contrarreloj sub-23
- La Picto-Charentaise

2023
- 2.º en el Campeonato de Francia en Ruta

2025
- Campeonato de Francia en Ruta